# HMS Suffolk (1903)
A HMS Suffolk a Brit Királyi Haditengerészet egyik Monmouth-osztályú páncélos cirkálója volt, melyet 1903-ban bocsátottak vízre, és 1920-ig állt szolgálatban. A 9800 tonna vízkiszorítású, 20 csomós sebességet elérő hajó, 680 fős legénységgel rendelkezett. A Suffolk fő fegyverzete 14 darab 152 mm-es ágyúból állt. A fő fegyverzetet néhány kisebb ágyú és torpedóvető cső egészítette ki.
A hajó részt vett az első világháborúban is, ahol ideiglenesen Sir Christopher Craddock ellentengernagy Észak-amerikai és Karib-tengeri parancsnokságának zászlóshajója lett. Később a Suffolknál gyorsabb, HMS Good Hope lett az ellentengernagy zászlóshajója, de a Coronel-foki csatában az új zászlóshajó Craddockkal együtt odaveszett. A Suffolkot 1920. július 1-jén eladták ócskavasnak, majd 1922-ben, Németországban szétbontották.

## Lásd még
- HMS Suffolk nevet viselő hajók listája.